# Fat Thursday

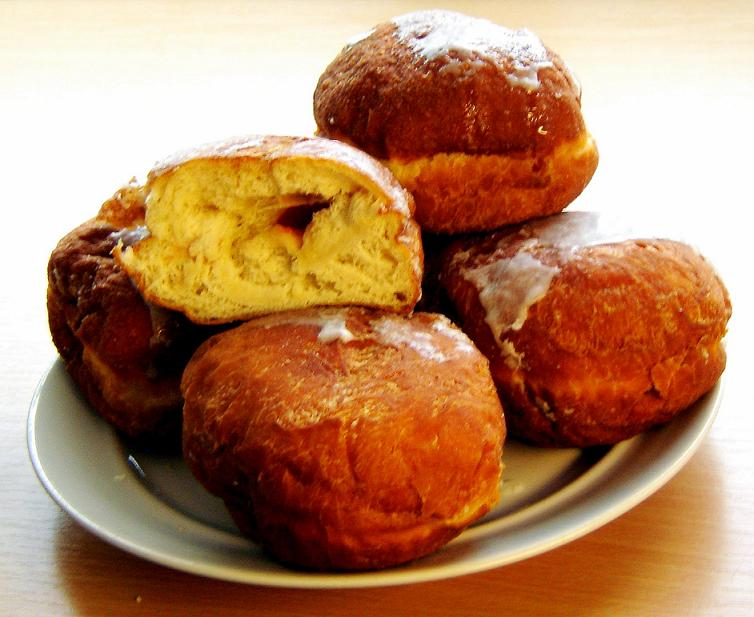
Một dĩa bánh pączki của Ba Lan

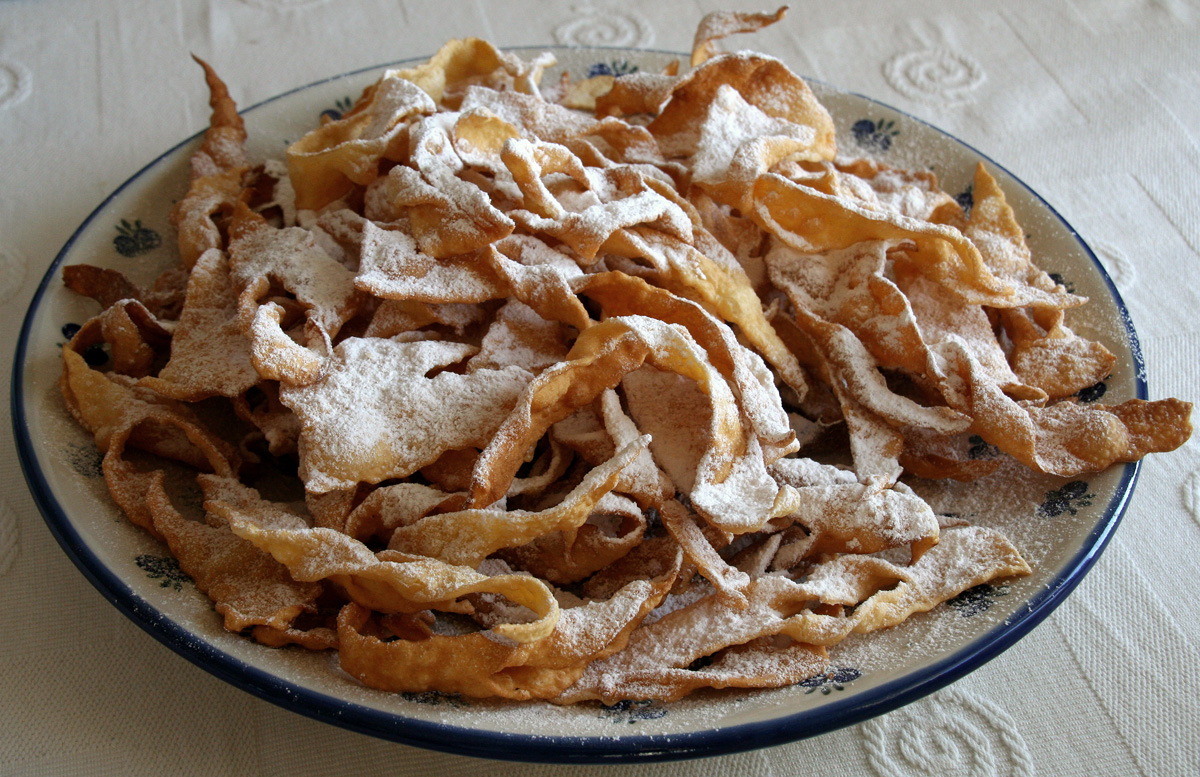
Một dĩa bánh angel wings

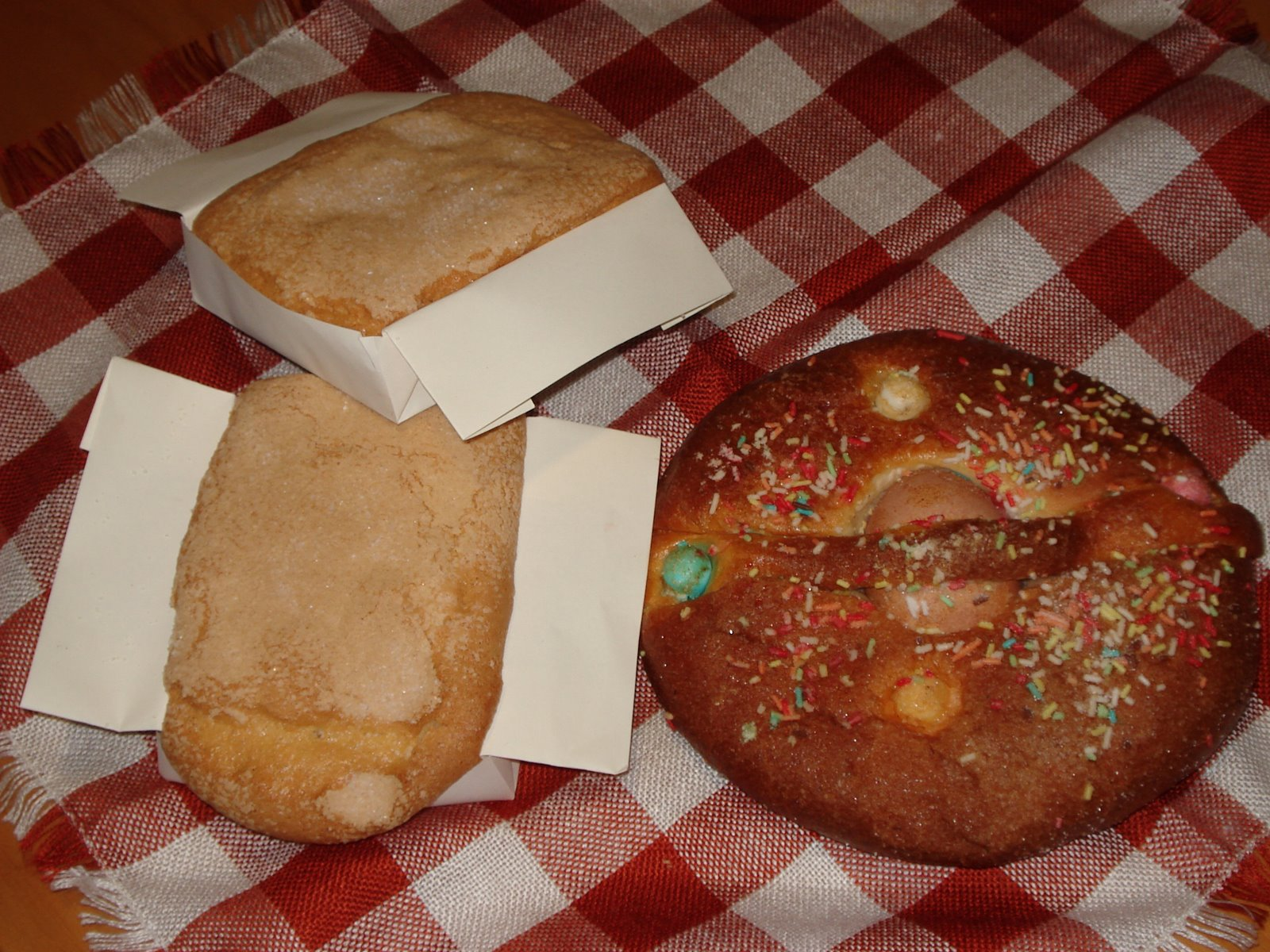
"Bizcochos" và "mona" trong ngày lễ Fat Thursday ở Albacete, Tây Ban Nha

Lễ Fat Thursday là một ngày lễ Kitô giáo đánh dấu ngày thứ Năm cuối cùng trước Mùa chay và được kết hợp với việc tổ chức Carnival. Do Mùa chay là thời gian nhịn ăn nên những ngày sau đó cho đến Thứ tư Lễ Tro là cơ hội cuối cùng cho việc ăn uống (bao gồm ăn uống giản đơn các vật bị cấm) cho đến Lễ Phục Sinh. Theo truyền thống, đây là ngày dành cho ăn uống, mọi người gặp nhau ở nhà hay quán cà phê với những người bạn và những người thân, cùng ăn nhiều đồ ngọt, các loại bánh và những bữa ăn thường không được phép trong Mùa chay. Trong số những món ăn phổ biến ở nhiều quốc gia được dùng trong ngày này có bánh pączki ở Ba Lan  hoặc berliner, bánh rán cỡ bằng nắm tay được phủ mứt tầm xuân, và bánh (faworki), bánh hình ngón tay làm từ bột của Pháp ăn kèm với đường dạng bột.

## Theo quốc gia

### Đức
Weiberfastnacht là ngày lễ không chính thức ở khu vực Rheinland. Đa phần ở những nơi làm việc, công việc thường kết thúc trước buổi trưa. Việc tổ chức bắt đầu lúc 5 giờ sáng ở Đức. So với vùng Rosenmontag, hầu như không có cuộc diễu hành nào nhưng mọi người mặc các bộ trang phục và tổ chức trong các các quán rượu hay trên đường phố. Beueler Weiberfastnacht ("carnival của phụ nữ ở Beuel") được tổ chức truyền thống ở Beuel, một quận của thành phố Bonn. Truyền thống này được cho là bắt đầu từ năm 1824 khi các phụ nữ địa phương lần đầu tiên thành lập "ủy ban carnival" của riêng họ. Tại nhiều thị trấn khắp bang Nordrhein-Westfalen, hành động phụ nữ địa phương "tiếp quản" tòa thị chính đã trở thành nghi thức truyền thống. Trong số các phong tục được hình thành khác, vào ngày này, phụ nữ cắt đứt cà vạt của đàn ông - vật được coi là biểu tượng cho địa vị của đàn ông. Đàn ông mang phần còn lại của chiếc cà vạt đã bị cắt và nhận lại một Bützchen (nụ hôn nhẹ) như phần đền bù.

### Ý
Giovedì grasso (Fat Thursday) được tổ chức ở Ý, nhưng không khác nhiều so với martedì grasso (Shrove Tuesday). Chẳng hạn như ở Venice, khi sang thế kỷ 20, lễ được đánh dấu bằng "dạ hội giả trang, một cuộc chiến của các loài hoa ở Plaza, treo đèn toàn thành phố và mở xổ số". Nhà văn người Anh, Marie Corelli đã nhắc đến trong cuốn tiểu thuyết thứ hai Vendetta (1886) của mình, "Giovedi Grasso" là ngày mà "sự ngu ngốc và câm lặng, nhảy múa, tiếng la và tiếng thét sẽ ở đỉnh điểm của chúng."

### Ba Lan
Ở Ba Lan, lễ Fat Thursday được gọi tên là Tłusty Czwartek. Người dân mua các loại bánh ngọt yêu thích của mình ở các tiệm bánh tại địa phương họ. Thức ăn truyền thống gồm có bánh pączki (bánh rán) là loại bánh miếng lớn, nhiều bột và được chiên ngập dầu, theo truyền thống, bánh được phủ bằng mứt mận hay mứt cánh hoa hồng (mặc dù các loại khác cũng vẫn được sử dụng phổ biến) và rải phía trên với đường dạng bột, đường cô đặc hay kem dùng để phủ bánh. Angel wings (faworki) cũng được dùng phổ biến vào ngày này.

### Tây Ban Nha
Ở Tây Ban Nha, lễ kỷ niệm này được gọi là jueves lardero, và ở các khu vực nói tiếng Catalan, dijous gras, một ngày lễ cho trẻ em. Ở Albacete, miền trung Tây Ban Nha, jueves lardero được tổ chức với bánh ngọt hình vuông có tên gọi bizcocho (xem thêm Bizcocho) và một loại bánh tròn có tên gọi là mona. Ở Aragón, một bữa ăn được chuẩn bị với xúc xích đặc biệt vùng Graus trong khi đó ở Catalonia, theo truyền thống là ăn Bunyols ngọt và Botifarra d’ou.

### Các truyền thống khác
Tín đồ giáo phái Marôn và Công giáo Syria khác tổ chức ngày này là ngày "Ngày thứ năm của Drunkard" với thức ăn truyền thống là món dolmas.